# Siłownia

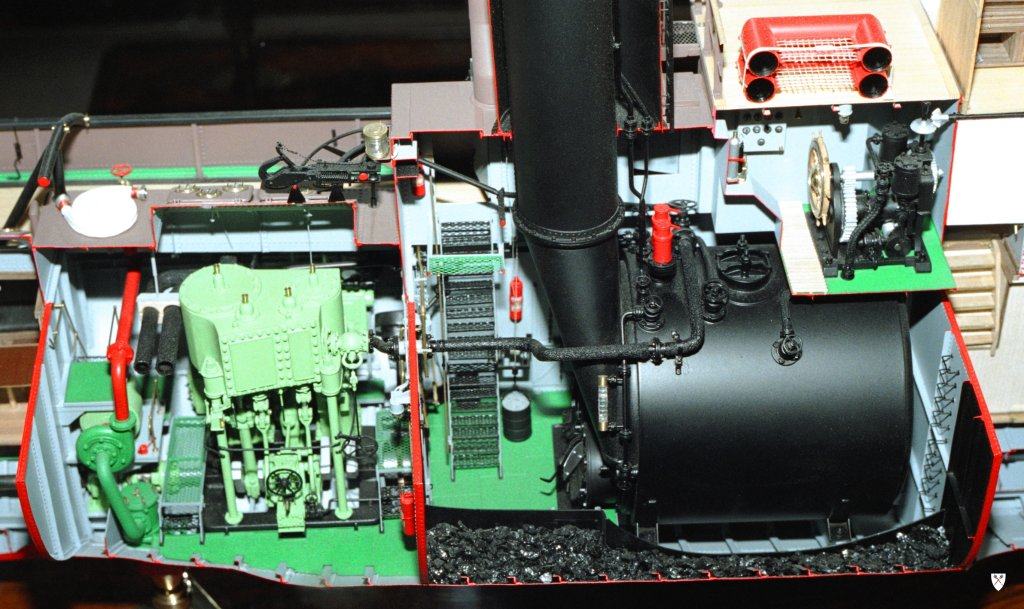
Siłownia parowa holownika Słoń ex. Saturn zbudowanego w 1893 r.
Maszynownia z maszyną parową (po lewej) i kotłownia z kotłem.

Siłownia, niekiedy również maszynownia – zespół urządzeń należących do większego, przetwarzającego energię układu, w którym odbywa się konwersja pewnego rodzaju energii na energię mechaniczną. W siłowni na statkach używa się najczęściej silnika cieplnego do napędzania śruby okrętowej.
Siłownia parowa składa się z kotłowni i maszynowni. W siłowni okrętowej wytwarzana jest też energia elektryczna, potrzebna do napędu statku. Na statkach oprócz siłowni głównej napędzającej śruby występują siłownie pomocnicze zawierające np. agregaty prądotwórcze, pompy itp.
W elektrowni cieplnej mianem siłowni często określa się wydzielony budynek, w którym znajduje się: turbina parowa, generator oraz urządzenia wspomagające (układ sterowania, pompy, rurociągi, kocioł parowy, skraplacz, wymienniki regeneracyjne itp.).
Określenie siłownia wiatrowa odnosi się do gondoli, w której mieści się wirnik, przekładnia, generator oraz układ sterowania, choć w mowie potocznej często pod tym pojęciem rozumie się cały wiatrak.
Na siłownię wodną składa się turbina wodna, przekładnia, generator i urządzenia pomocnicze.